# Phidippus
Phidippus C. L. Koch, 1846 è un genere di ragni appartenente alla famiglia Salticidae.

## Distribuzione
Le 76 specie oggi note di questo genere sono diffuse principalmente nelle Americhe; su una quindicina di specie, diffuse soprattutto in India e in paesi asiatici prospicienti, è stato avanzato un dubbio di appartenenza a questo genere dall'aracnologo Edwards nel 2004.

## Tassonomia

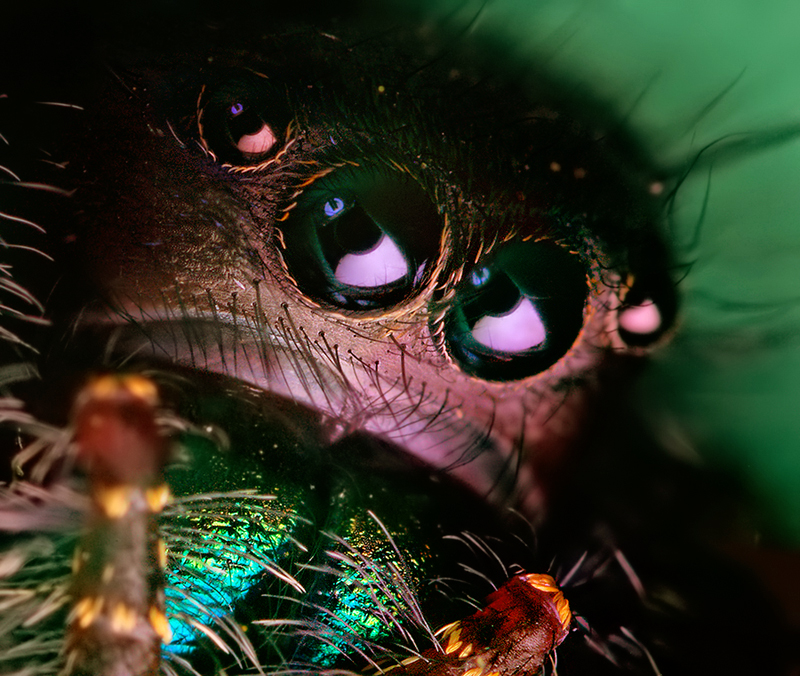
Phidippus audax, maschio, pattern oculare

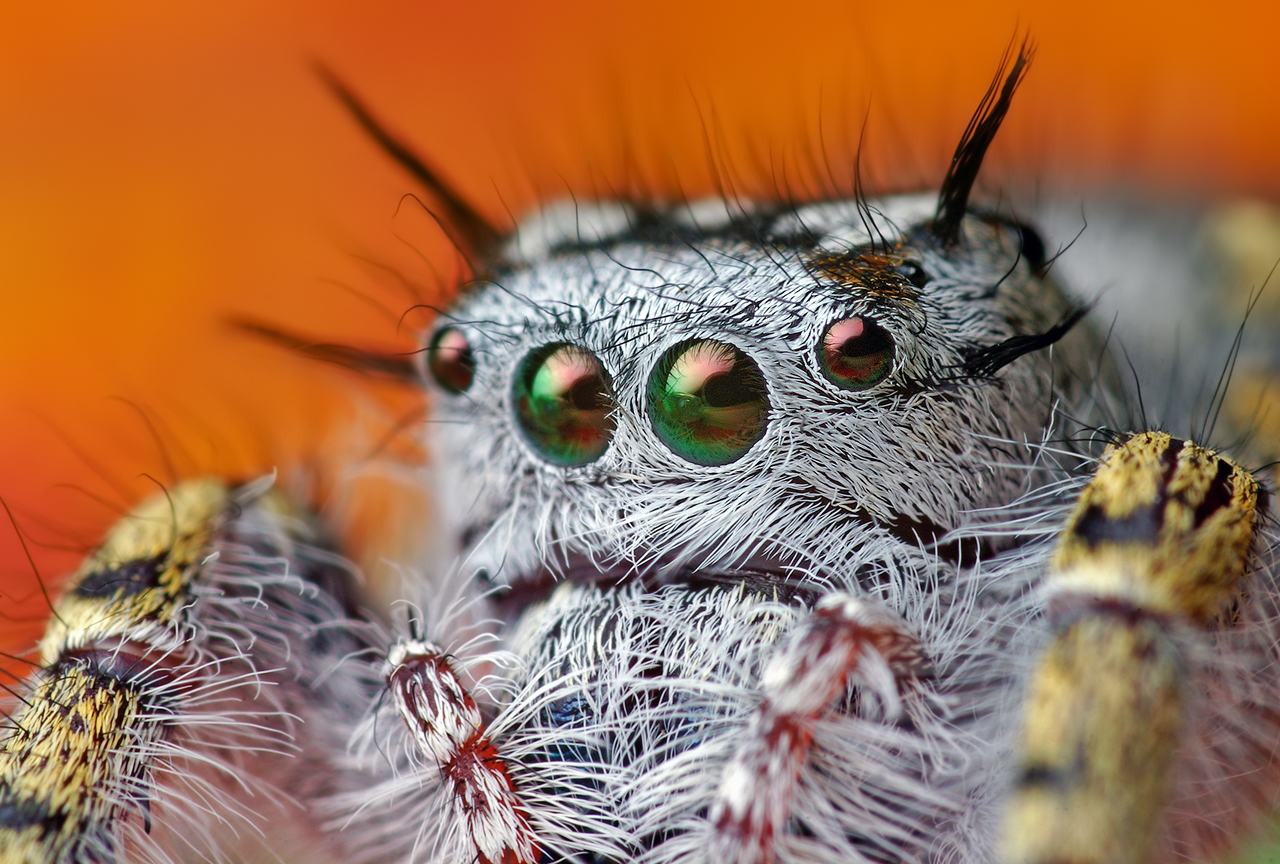
Phidippus mystaceus, femmina, pattern oculare

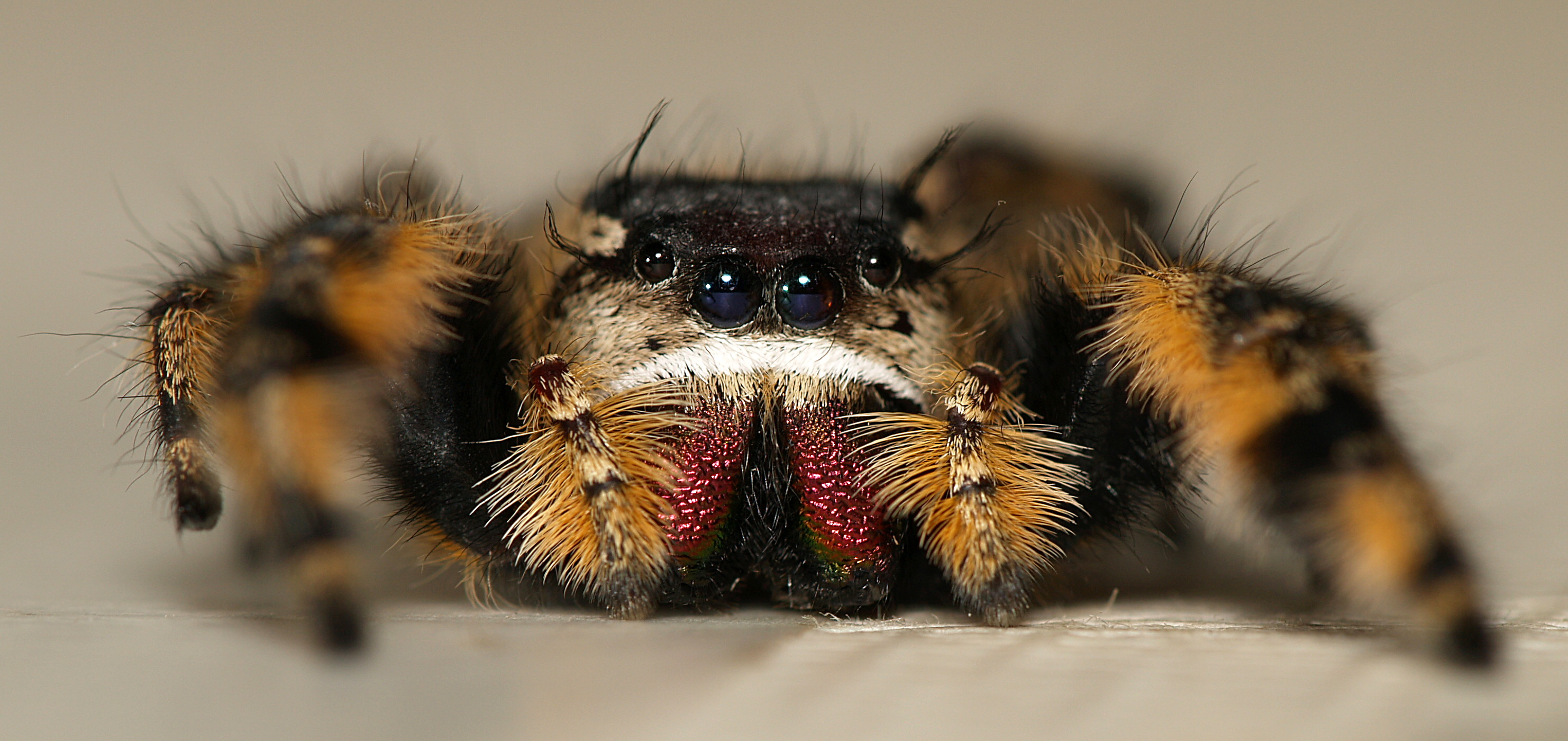
Phidippus otiosus, femmina

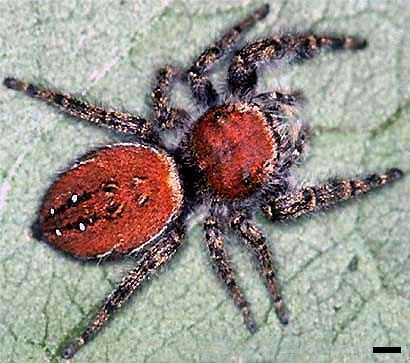
Phidippus cardinalis, femmina, vista dorsale

Questo genere è fra quelli più soggetti a continui studi e revisioni per la quantità di specie che tuttora contiene e per le loro peculiarità non sempre sufficienti per la creazione di altri generi o per la corretta identificazione tassonomica.
Considerata fino al 1977 sinonimo del genere Dendryphantes C. L. Koch, 1837, questo genere ha assunto piena e formale autonomia a seguito di uno studio di Edwards.
A maggio 2010, si compone di 76 specie viventi e due fossili:
1. Phidippus adonis Edwards, 2004 — Messico
2. Phidippus adumbratus Gertsch, 1934 — USA
3. Phidippus aeneidens Taczanowski, 1878[2]. — Perù
4. Phidippus albocinctus Caporiacco, 1947[2] — Guyana
5. Phidippus albulatus F. O. P.-Cambridge, 1901 — Messico
6. Phidippus amans Edwards, 2004 — Messico
7. Phidippus apacheanus Chamberlin & Gertsch, 1929 — USA, Messico, Cuba
8. Phidippus ardens Peckham & Peckham, 1901 — USA, Messico
9. Phidippus arizonensis (Peckham & Peckham, 1883) — USA, Messico
10. Phidippus asotus Chamberlin & Ivie, 1933 — USA, Messico
11. Phidippus audax (Hentz, 1845)[3] — America settentrionale, introdotto in Hawaii, Isole Nicobare
12. Phidippus aureus Edwards, 2004 — USA
13. Phidippus bengalensis Tikader, 1977[2] — India
14. Phidippus bhimrakshiti Gajbe, 2004[2] — India
15. Phidippus bidentatus F. O. P.-Cambridge, 1901 — dagli USA alla Costa Rica
16. Phidippus birabeni Mello-Leitão, 1944[2] — Argentina
17. Phidippus boei Edwards, 2004 — USA, Messico
18. Phidippus borealis Banks, 1895 — USA, Canada, Alaska
19. Phidippus calcuttaensis Biswas, 1984[2] — India
20. Phidippus californicus Peckham & Peckham, 1901 — America settentrionale
21. Phidippus cardinalis (Hentz, 1845) — USA, Messico, probabilmente Panamá
22. Phidippus carneus Peckham & Peckham, 1896 — USA, Messico
23. Phidippus carolinensis Peckham & Peckham, 1909 — USA, Messico
24. Phidippus cerberus Edwards, 2004 — Messico
25. Phidippus clarus Keyserling, 1885 — America settentrionale
26. Phidippus comatus Peckham & Peckham, 1901 — America settentrionale
27. Phidippus concinnus Gertsch, 1934 — USA
28. Phidippus cruentus F. O. P.-Cambridge, 1901 — Messico
29. Phidippus cryptus Edwards, 2004 — USA, Canada
30. Phidippus dianthus Edwards, 2004 — Messico
31. Phidippus exlineae Caporiacco, 1955[2] — Venezuela
32. Phidippus felinus Edwards, 2004 — USA
33. Phidippus georgii Peckham & Peckham, 1896 — dal Messico ad El Salvador
34. Phidippus guianensis Caporiacco, 1947[2] — Guyana
35. Phidippus hingstoni Mello-Leitão, 1948[2] — Guyana
36. Phidippus insignarius C. L. Koch, 1846 — USA
37. Phidippus johnsoni (Peckham & Peckham, 1883) — America settentrionale
38. Phidippus kastoni Edwards, 2004 — USA
39. Phidippus khandalaensis Tikader, 1977[2] — India
40. Phidippus lynceus Edwards, 2004 — USA
41. Phidippus maddisoni Edwards, 2004 — Messico
42. Phidippus majumderi Biswas, 1999[2] — Bangladesh
43. Phidippus mimicus Edwards, 2004 — Messico
44. Phidippus morpheus Edwards, 2004 — USA, Messico
45. Phidippus mystaceus (Hentz, 1846) — USA
46. Phidippus nikites Chamberlin & Ivie, 1935 — USA, Messico
47. Phidippus octopunctatus (Peckham & Peckham, 1883) — USA, Messico
48. Phidippus olympus Edwards, 2004 — USA
49. Phidippus otiosus (Hentz, 1846) — USA
50. Phidippus phoenix Edwards, 2004 — USA, Messico
51. Phidippus pius Scheffer, 1905 — dagli USA alla Costa Rica
52. Phidippus pompatus Edwards, 2004 — Messico
53. Phidippus princeps (Peckham & Peckham, 1883) — USA, Canada
54. Phidippus pruinosus Peckham & Peckham, 1909 — USA
55. Phidippus pulcherrimus Keyserling, 1885 — USA
56. Phidippus punjabensis Tikader, 1974[2] — India
57. Phidippus purpuratus Keyserling, 1885 — USA, Canada
58. Phidippus putnami (Peckham & Peckham, 1883) — USA
59. Phidippus regius C. L. Koch, 1846 — USA, Indie Occidentali, Isola di Pasqua (introdotto)
60. Phidippus richmani Edwards, 2004 — USA
61. Phidippus tenuis (Kraus, 1955)[2] — El Salvador
62. Phidippus texanus Banks, 1906 — USA, Messico
63. Phidippus tigris Edwards, 2004 — USA
64. Phidippus tirapensis Biswas & Biswas, 2006[2] — India
65. Phidippus toro Edwards, 1978 — USA, Messico
66. Phidippus tux Pinter, 1970 — USA, Messico
67. Phidippus tyrannus Edwards, 2004 — USA, Messico
68. Phidippus tyrrelli Peckham & Peckham, 1901 — America settentrionale
69. Phidippus ursulus Edwards, 2004 — USA
70. Phidippus venus Edwards, 2004 — Messico
71. Phidippus vexans Edwards, 2004 — USA
72. Phidippus whitmani Peckham & Peckham, 1909 — USA, Canada
73. Phidippus workmani Peckham & Peckham, 1901 — USA
74. Phidippus yashodharae Tikader, 1977[2] — Isole Andamane
75. Phidippus zebrinus Mello-Leitão, 1945[2] — Argentina
76. Phidippus zethus Edwards, 2004 — Messico

### Specie fossili
- Phidippus impressus C.L.Koch & Berendt, 1854 †; fossile, Paleogene
- Phidippus pusillus C. L. Koch & Berendt, 1854 †; fossile, Paleogene[4]

### Nomina dubia
- Phidippus triangulifer Caporiacco, 1954, gli esemplari, rinvenuti nella Guiana francese, sono stati studiati dall'aracnologo Edwards nel 2004, che li ha riclassificati come appartenenti probabilmente ad altro genere; dal 2008, a seguito di uno studio degli aracnologi Ruiz e Brescovit, sono considerati nomina dubia.

### Specie trasferite

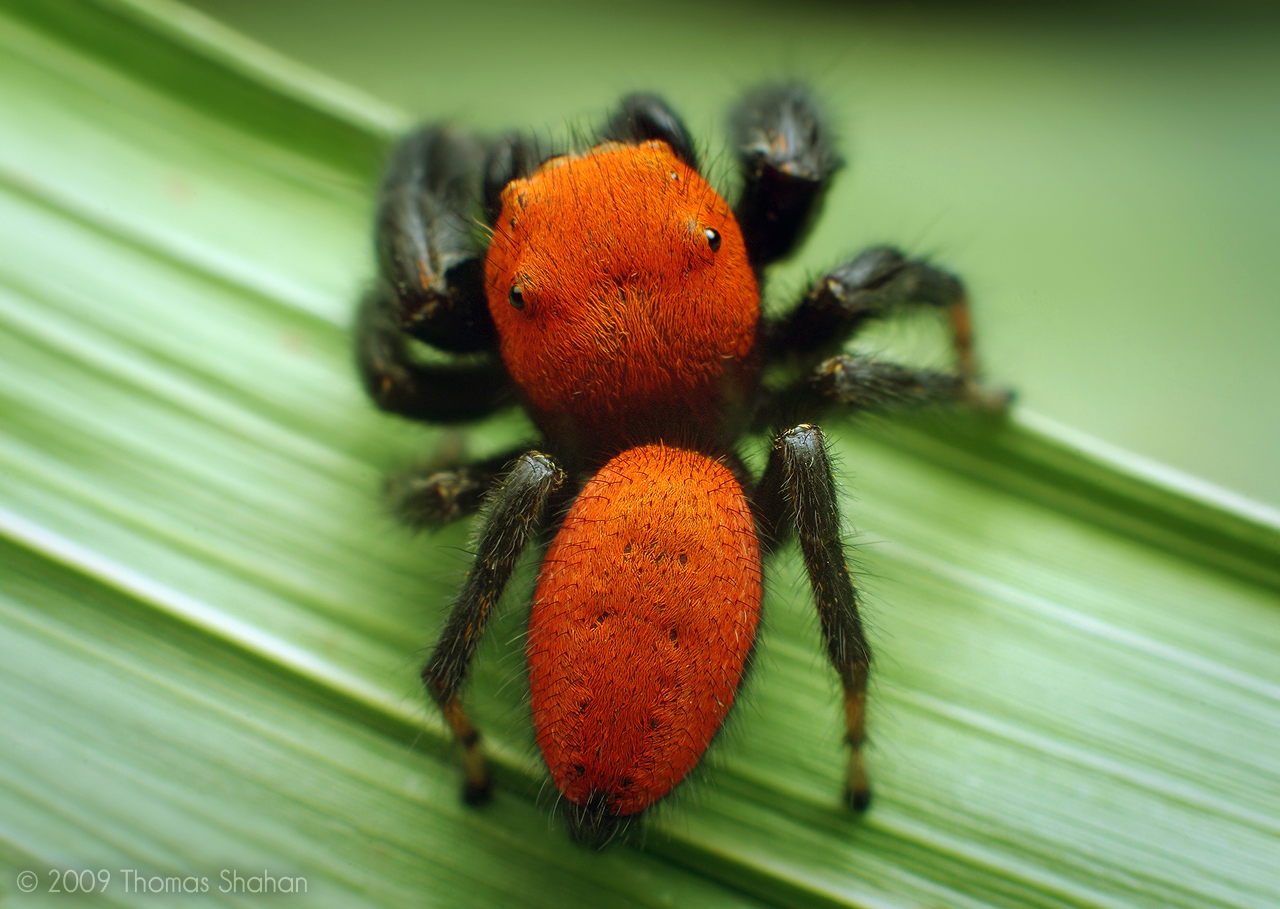
Phidippus apacheanus

- Phidippus basalis Banks, 1904, specie trasferita e ridenominata come Paraphidippus basalis (Banks, 1904)
- Phidippus fulgidus C. L. Koch, 1846, specie trasferita e ridenominata come Paraphidippus fulgidus (C. L. Koch, 1846)
- Phidippus fuscipes (C. L. Koch, 1846), specie trasferita e ridenominata come Paraphidippus fuscipes (C. L. Koch, 1846)
- Phidippus galathea (Walckenaer, 1837), specie trasferita e ridenominata come Pelegrina galathea (Walckenaer, 1837)
- Phidippus incontestus Banks, 1909, specie trasferita e ridenominata come Paraphidippus incontestus (Banks, 1909)
- Phidippus indicus Tikader, 1974, specie trasferita e ridenominata come Hyllus indicus (Tikader, 1974), poi riconosciuta in sinonimia con Hyllus semicupreus (Simon, 1885) da uno studio dell'aracnologo Prószynski del 1990
- Phidippus metallicus C. L. Koch, 1846, specie trasferita e ridenominata come Parnaenus metallicus (C. L. Koch, 1846)
- Phidippus nitens C. L. Koch, 1846, specie trasferita e ridenominata come Paraphidippus nitens (C. L. Koch, 1846)
- Phidippus pateli Tikader, 1974, specie trasferita e ridenominata come Telamonia pateli (Tikader, 1974), poi riconosciuta in sinonimia con Telamonia dimidiata (Simon, 1889) da uno studio dell'aracnologo Proszinsky del 1992
- Phidippus tesselatus C. L. Koch, 1846, specie trasferita e ridenominata come Gastromican tesselata Edwards, 2004

### Nomen nudum
- Phidippus chumash Pinter, in Kaston, 1972; in questo caso gli esemplari rinvenuti non sono stati descritti con la sufficiente precisione atta ad identificarli con buona approssimazione, per cui vengono ritenuti nomina nuda